# Timia gobica
Timia gobica är en tvåvingeart som beskrevs av Zaitzev 1982. Timia gobica ingår i släktet Timia och familjen fläckflugor.
Artens utbredningsområde är Mongoliet. Inga underarter finns listade i Catalogue of Life.